# Xanthetis obiensis
Xanthetis obiensis là một loài bướm đêm thuộc phân họ Arctiinae, họ Erebidae.